# SkyREC Inc.
SkyREC Inc.（スカイレック、中国語：思凱睿克有限公司）は、リテールデータコンサルティング会社である。人工知能と画像解析の技術を融合させ、カメラを使い、リアル店舗の顧客行動からインサイトを発見、購買前のカスタマージャーニーを把握、バーチャル会員データを管理 (CRM) し、ディープラーニングでビッグデータの分析を行い、小売業の業務効率や売上の改善につながる改善案を提示できる、リアル店舗を持つリテール向けのエキスパートシステムDr. Retailを提供。
SkyRECの事業はSoftware as a Service (SaaS) とデータコンサルティングであり、データの分析から、販売商品の選定や店舗設計、オペレーション等の改善のサポートをする。2014年にプロダクト開発及び市場研究を開始した。SkyREC Inc.は2015年に設立し、現在100を超えるグローバルブランド、2000を超える店舗にサービスを提供している。
| SkyREC Inc.  |                                                                 |
| 設立         | 2015年1月8日                                                    |
| 本社所在地   | 中華民國（臺灣） 臺北市                                         |
| 販売地区     | アジア太平洋 アメリカ ヨーロッパ 中東                           |
| 主要メンバー | 董事長：梅繼賢 KS Mooi CEO：謝凱蒂 Cate Xie COO：廖君瑋 JW Liao |
| 事業内容     | データ分析 映像解析 人工知能 リテールコンサルティング           |
| プロダクト   | リテールデータコンサルティングサービス                          |
| メンバー     | 42人                                                            |
| ホームページ | www.skyrec.cc                                                   |

## 沿革

### 初期
- 2015年
  - 1月 - 台灣台北にて会社設立
  - 10月 - 30青年創業實驗室主催の「DEMO SHOW」優勝[2]
  - 12月 - GWC GMIC 主催の「G-Startup」優勝
- 2016年
  - 1月 - Institute for Information Industry主催の「前進日本創業大賽海選」優勝[3]
  - 5月 - 世界最大級のスタートアップピッチコンテスト「Slush Asia」優勝[4][5]
  - 5月 - Institute for Information Industry主催の「零售4.0革命- 讓零售通路遇見新創」優勝
  - 7月 - 「IDEAS Show@APEC」優勝と審査員賞[6]
  - 7月 - 日本福岡市主催の「Fukuoka Global Venture Awards」優勝[7]

### 直近
- 2017年
  - 1月 - アジア太平洋へ販売拡大
  - 6月 - MediaTekから投資を受ける
  - 10月 - 中國上海にて子会社設立
- 2018年
  - 2月 - 日本東京にて事業所設立
  - 6月 - 「Infinity Ventures Summit 2018 IVS LaunchPad」 優勝[8]
  - 6月 - AU Optronicsから投資を受ける
  - 9月 - 北米へ販売拡大
  - 11月 - 中東へ販売拡大

## サービスの中核
Dr. Retail リテールデータコンサルティングのエキスパートシステム
1. データ収集：人工知能を映像解析に応用し、高い精度で顧客人数・顧客属性・顧客動線・商品棚の関心度等の店舗顧客のデータを収集。
2. インサイトの発見：小売業の効率よく効果的な施策の遂行をサポートすべく、分析データをビジュアライゼーションしたさまざまなレポートを提供。
3. データコンサルティング：小売業での分析データに基づいて施策を決定していくフローの導入をサポートし、オペレーションを改善。業務効率の改善が期待できる。